# Cassandra's Dream (muziek)
Cassandra's Dream van de Amerikaanse componist Philip Glass is filmmuziek gecomponeerd voor de gelijknamige film van Woody Allen uit 2007. De filmmuziek begint atypisch voor Glass; geen spoortje minimal music te ontdekken in de opening, maar al binnen 40 seconden is de handtekening van de componist gezet; het voor hem typische akkoord en de duolen duiken op en verdwijnen dan ook niet meer.

## Delen
1. Cassandra's Dream
2. Buying the boat
3. Sialing
4. The Cockney brothers
5. A drive in the country
6. Angela
7. Howard's Request / in the apt.
8. The pursuit and murder in the park
9. Suspicion
10. The plot unravels
11. Death on the boat
12. Cassandra's dream finale

## Bron en discografie
- Uitgave Orange Mountain Music 038: muziek gedirigeerd door Michael Riesman; orkest onbekend; uitgegeven op 8 januari 2008.